# إيرين نونيز
إيرين نونيز (بالإسبانية: Irene Núñez) هي متسابقة ملكة الجمال وعارضة بنمية، ولدت في 11 يونيو 1987 في بنما في بنما.